# Rodotorulapepsin
Rodotorulapepsin (EC 3.4.23.26,  aspartinska proteinaza,  kiselinska proteaza, Cladosporium kiselinska proteinaza,  proteinaza,  aspartinska proteinaza,  proteinaza,  aspartinska proteinaza,  kiselinska proteinaza,  aspartinska proteinaza II, Rhodotorula kiselinska proteinaza) je enzim. Ovaj enzim katalizuje sledeću hemijsku reakciju
Specifičnost je slična sa pepsinom A. Razlaže se Z-Lys-Ala-Ala-Ala i aktivira se tripsinogen
Ovaj enzim je prisutan u kvascu Rhodotorula glutinis.

## Literatura
- Nicholas C. Price; Lewis Stevens (1999). Fundamentals of Enzymology: The Cell and Molecular Biology of Catalytic Proteins (Third изд.). USA: Oxford University Press. ISBN 019850229X.
- Eric J. Toone (2006). Advances in Enzymology and Related Areas of Molecular Biology, Protein Evolution (Volume 75 изд.). Wiley-Interscience. ISBN 0471205036.
- Branden C; Tooze J. Introduction to Protein Structure. New York, NY: Garland Publishing. ISBN 0-8153-2305-0.
- Irwin H. Segel. Enzyme Kinetics: Behavior and Analysis of Rapid Equilibrium and Steady-State Enzyme Systems (Book 44 изд.). Wiley Classics Library. ISBN 0471303097.

## Spoljašnje veze
- Rhodotorulapepsin на 